# Matthew Richardson
Matthew Richardson é um desportista australiano que compete no ciclismo na modalidade de pista. Ganhou uma medalha de bronze no Campeonato Mundial de Ciclismo em Pista de 2020, na prova de velocidade por equipas.

## Medalheiro internacional
| Campeonato Mundial | Campeonato Mundial | Campeonato Mundial | Campeonato Mundial     |
| Ano                | Lugar              | Medalha            | Competição             |
| ------------------ | ------------------ | ------------------ | ---------------------- |
| 2020               | Berlim ( Alemanha) | Medalha de bronze  | Velocidade por equipas |